# Ngaio Marsh
Pour les articles homonymes, voir Marsh.
Ngaio Marsh, née le 23 avril 1895 à Christchurch, dans la région de Canterbury (Nouvelle-Zélande), et morte dans la même ville le 18 février 1982, est une dramaturge et auteure néo-zélandaise de romans policiers.

## Biographie
Ses parents lui donnent le prénom de Ngaio qui signifie « lumière dans les arbres », en langue māori.
Diplômée en Beaux-Arts de l'Université de Canterbury de sa ville natale de Christchurch en 1920, elle se sent attirée, à l'exemple de ses parents comédiens, par le théâtre. Entre 1920 et 1923, elle prend part à de nombreuses tournées en Nouvelle-Zélande et en Australie. Elle est tout particulièrement sensible à l'art du dialogue et aux techniques de l'illusion du jeu, dont elle se servira à de nombreuses reprises dans ses fictions policières. De même, l'évolution et la densité psychologiques des personnages et l'observation des unités de temps et de lieu de l'intrigue sont à mettre sur le compte d'influences théâtrales qui accordent un caractère distinctif à l'art de Ngaio Marsh.
En 1928, elle se rend en Angleterre et découvre une société qui lui plaît au point d'en faire le cadre de la plupart de ses récits. Elle publie son premier roman policier, Et vous êtes priés d'assister au meurtre de…, en 1932, qui met en scène son héros récurrent l'inspecteur Roderick Alleyn de Scotland Yard. Les intrigues classiques des titres de la série ont très souvent recours à une structure où « le crime ne survient que dans la deuxième partie après des portraits très fouillés sur le plan psychologique des protagonistes ».
En dépit du grand succès rencontré par les trente-deux enquêtes de son héros fétiche, Ngaio Marsh ne se détourne pas du milieu théâtral et demeure sa vie durant productrice de pièces et professeur d'art dramatique. Fondatrice de la New Zealand Shakespeare Company, elle reçoit à ce titre le grade de Commandeur de l'Ordre de l'Empire britannique en 1966.
En 1978, l'association des Mystery Writers of America lui décerne le Grand Master Award pour l'ensemble de sa carrière.

## Œuvre

### Romans

#### SérieRoderick Alleyn
1. A Man Lay Dead (1934) Et vous êtes priés d'assister au meurtre de..., Paris, Édimail, coll. « Nuit » no 1, 1984 ; réédition, Paris, Presses de la Cité, coll. « British » no 1, 1988 ; réédition, Paris, 10/18, coll. « Grands Détectives » no 2592, 1995 ; réédition sous le titre Le Jeu de l'assassin, Paris, Archipoche, 2021  (ISBN 979-10-392-0018-9)
2. Enter a Murderer (1935) Et l'assassin entra ..., Paris, Presses de la Cité, 1946 Nouvelle traduction publiée sous le titre L'assassin entre en scène, Paris, Édimail, coll. « Nuit » no 2, 1984 ; réédition, Paris, Presses de la Cité, coll. « British » no 2, 1988 ; réédition, Paris, 10/18, coll. « Grands Détectives » no 2533, 1994 ; réédition, Paris, Archipoche, 2021  (ISBN 979-10-392-0034-9)
3. The Nursing Home Murder (1935) La Clinique du crime, Paris, Édimail, coll. « Nuit » no 3, 1984 ; réédition, Paris, Presses de la Cité, coll. « British » no 3, 1989 ; réédition, Paris, 10/18, coll. « Grands Détectives » no 2562, 1994 ; réédition, Paris, Archipoche, 2022  (ISBN 979-10-392-0071-4)
4. Death in Ecstasy (1936) Initiation à la mort, Paris, Éditions des Deux Mondes, coll. « La Main rouge » no 11, 1951 Nouvelle traduction publiée sous le titre Mort en extase, Paris, Édimail, coll. « Nuit » no 4, 1984 ; réédition, Paris, Presses de la Cité, coll. « British » no 4, 1989 ; réédition, Paris, 10/18, coll. « Grands Détectives » no 2620, 1995 ; réédition, Paris, Archipoche, 2022  (ISBN 979-10-392-0097-4)
5. Vintage Murder (1937) Mort au champagne, Paris, Presses de la Cité, 1948 ; réédition Paris, Presses de la Cité, coll. « Un mystère » no 31, 1950 ; réédition, Paris, 10/18, coll. « Grands Détectives » no 3736, 2004 ; réédition, Paris, Archipoche, 2022  (ISBN 979-10-392-0099-8)
6. Artists in Crime (1938) Du sang sur la palette, Paris, Presses de la Cité, 1948 Nouvelle traduction publiée sous le titre Un vrai crime d'artiste, Paris, Édimail, coll. « Nuit » no 5, 1984 ; réédition, Paris, Presses de la Cité, coll. « British » no 5, 1989 ; réédition, Paris, 10/18, coll. « Grands Détectives » no 2636, 1995 ; réédition, Paris, Archipoche, 2022  (ISBN 979-10-392-0101-8)
7. Death in a White Tie (1938) La Mort en gants blancs, Paris, Édimail, coll. « Nuit »t no 6, 1985 ; réédition, Paris, Presses de la Cité, coll. « British » no 6, 1989 ; réédition de la même traduction sous le titre La Mort en habit noir, Paris, 10/18, coll. « Grands Détectives » no 2483, 1994; réédition, Paris, France-Loisir, 1999 ; réédition, Paris, Archipoche, 2022  (ISBN 979-10-392-0103-2)
8. Overture to Death (1939) Prélude mortel, Paris, Presses de la Cité, 1946 Nouvelle traduction publiée sous le titre Un piège pour Miss C., Paris, Édimail, coll. « Nuit » no 7, 1985 ; réédition, Paris, Presses de la Cité, coll. « British » no 7, 1989 ; réédition, Paris, 10/18, coll. « Grands Détectives » no 2669, 1995 ; réédition de la nouvelle traduction sous le titre de l'ancienne traduction Prélude mortel, Paris, Archipoche, 2023  (ISBN 979-10-392-0261-9)
9. Death at the Bar (1940) Le Bar de la mort, Paris, Éditions des Deux Mondes, coll. « La Main rouge » no 5, 1950 Nouvelle traduction publiée sous le titre Au jeu de la mort, Paris, Édimail, coll. « Nuit » no 8, 1985 ; réédition, Paris, Presses de la Cité, coll. « British » no 8, 1989 ; réédition, Paris, 10/18, coll. « Grands Détectives » no 2482, 1994 ; réédition, Paris, France-Loisir, 1999 ; réédition sous le titre Le Jeu de la mort, Paris, Archipoche, 2023  (ISBN 979-10-392-0263-3)
10. Surfeit of Lampreys ou Death of a Peer [USA] (1941) La Poupée de cire, Paris, Presses de la Cité, 1946 Nouvelle traduction publiée sous le titre Descente fatale, Paris, Presses de la Cité, coll. « British » no 25, 1991 ; réédition, Paris, 10/18, coll. « Grands Détectives » no 2884, 1997
11. Death and the Dancing Footman (1942) Le Valet dansant, Paris, Presses de la Cité, 1947 ; réédition, Paris, Presses de la Cité, coll. « Un mystère » no 27, 1950 Nouvelle traduction publiée sous le titre La Mort en embuscade, Paris, Édimail, coll. « Nuit » no 10, 1985 ; réédition, Paris, Presses de la Cité, coll. « British » no 10, 1989 ; réédition, Paris, 10/18, coll. « Grands Détectives » no 2717, 1996
12. Colour Scheme (1943) Cauchemar à Waiatatapu, Paris, Édimail, coll. « Nuit » no 9, 1985 ; réédition, Paris, Presses de la Cité, coll. « British » no 9, 1989 ; réédition, Paris, 10/18, coll. « Grands Détectives » no 3080, 1999
13. Died in the Wool (1945) Morte dans la laine, Paris, Presses de la Cité, 1945 ; réédition, Paris, Presses de la Cité, coll. « Cosmopolis », 1946 Nouvelle traduction publiée sous le titre Un linceul de laine, Paris, Presses de la Cité, coll. « British » no 27, 1991 ; réédition, Paris, 10/18, coll. « Grands Détectives » no 3285, 2001
14. Final Curtain (1947) Le Portrait défiguré, Paris, Édimail, coll. « Nuit » no 14, 1986 ; réédition, Paris, Presses de la Cité, coll. « British » no 12, 1989 ; réédition de la même traduction sous le titre Le rideau tombe, Paris, 10/18, coll. « Grands Détectives » no 2507, 1994
15. Swing Brother Swing ou A Wreath for Rivera [USA] (1949)
16. Opening Night ou Night at the Vulcan [USA] (1951) Meurtre en coulisses, Paris, Édimail, coll. « Nuit » no 12, 1986 ; réédition, Paris, Presses de la Cité, coll. « British » no 11, 1989 ; réédition, Paris, 10/18, coll. « Grands Détectives » no 2741, 1996
17. Spinsters in Jeopardy ou The Bride of Death [USA] (1954) Le Château des maléfices, Paris, Édimail, coll. « Nuit » no 18, 1986 ; réédition, Paris, Presses de la Cité, coll. « British » no 14, 1990 ; réédition, Paris, 10/18, coll. « Grands Détectives » no 3778, 2005
18. Scales of Justice (1955) L'Empreinte de la justice, Paris, Presses de la Cité, coll. « British » no 19, 1990 ; réédition, Paris, 10/18, coll. « Grands Détectives » no 3005, 1998
19. Off With His Head ou Death of a Fool [USA] (1957)
20. Singing in the Shrouds (1959) L'Assassin aux fleurs, Paris, Édimail, coll. « Nuit » no 16, 1986 ; réédition, Paris, Presses de la Cité, coll. « British » no 13, 1990 ; réédition, Paris, 10/18, coll. « Grands Détectives » no 2685, 1995
21. False Scent (1960) Parfum trompeur, Paris, Presses de la Cité, coll. « British » no 17, 1990 ; réédition, Paris, 10/18, coll. « Grands Détectives » no 2938, 1998
22. Hand in Glove (1962) Le Gant maudit, Paris, Édimail, coll. « Nuit » no 20, 1986 ; réédition, Paris, Presses de la Cité, coll. « British » no 15, 1990 ; réédition, Paris, 10/18, coll. « Grands Détectives » no 3320, 2001
23. Dead Water (1964) La Source de tout mal, Paris, Opta, coll. « Littérature policière », 1976 ; réédition, Paris, 10/18, coll. « Grands Détectives » no 3206, 2000
24. Death at the Dolphin ou Killer Dolphin [USA] (1967) Coup de théâtre au Dauphin, Paris, 10/18, coll. « Grands Détectives » no 3449, 2002
25. Clutch of Constables (1968) Croisière mortelle, Paris, 10/18, coll. « Grands Détectives » no 2761, 1996
26. When in Rome (1970) Comme à Rome, Paris, 10/18, coll. « Grands Détectives » no 2791, 1996
27. Tied Up in Tinsel (1972) Le Cercueil de Noël, Paris, Presses de la Cité, coll. « British » no 16, 1990 ; réédition, Paris, 10/18, coll. « Grands Détectives » no 2837, 1997
28. Black As He's Painted (1974)
29. Last Ditch (1977)
30. Grave Mistake (1978) Affaire à enterrer, Paris, Fleuve noir, coll. « Littérature policière » no 10, 1983 ; réédition, Paris, 10/18, coll. « Grands Détectives » no 3235, 2000
31. Photo Finish (1980) Photo d'adieu, Paris, Presses de la Cité, coll. « British » no 23, 1991 ; réédition, Paris, 10/18, coll. « Grands Détectives » no 3111, 1999
32. Light Thickens (1982) Une couronne de sang, Paris, Presses de la Cité, coll. « British » no 21, 1990 ; réédition, Paris, 10/18, coll. « Grands Détectives » no 3213, 2000

### Nouvelles

#### SérieRoderick Alleyn
- Murder at Christmas (1934), également publié sous le titre Death on the Air en 1936 Départ en musique, Paris, Opta, Mystère Magazine no 32, septembre 1950
- I Can Find My Way Out (1946) Le drame se jouait derrière, Paris, Opta, Mystère Magazine no 5, mai 1948 Autre traduction publiée sous le titre Je connais le chemin, dans l'anthologie Les Reines du crime, Paris, Presses de la Cité, 2002 ; réédition, Paris, Pocket no 12345, 2006
- Chapter and Verse: The Little Copplestone Mystery (1973)

#### Autres nouvelles
- The Figure Quoted (1927)
- Murder at Christmas (1934)
- Moonshine (1936)
- The Hand in the Sand (1953)
- Howard's Hand (1954)
- My Poor Boy (1959)
- The Cupid Mirror (1972)
- A Fool About Money (1974)
- Evil Liver (1975), nouvelle tirée d'un scénario pour un épisode de Crown Court (TV series) (en)
- Morepork (1979)

### Recueil de nouvelles
- Death on the Air and Others Stories (1994), anthologie publiée à titre posthume

### Théâtre
- Little Housebound (1922)
- Exit Sir Derek (1935), en collaboration avec Henry Jellett
- Surfeit of Lampreys (1950), adaptation scénique du roman homonyme
- The Wyvern and Unicorn (1955)
- False Scent (1961), adaptation scénique du roman homonyme
- Sweet Mr. Shakespeare (1976), en collaboration avec Jonathan Elsom

### Autobiographie
- Black Beech and Honeydew (1965), autobiographie revue et augmentée en 1981

### Autres publications
- New Zealand (1942), en collaboration avec R.M. Burdon
- A Play Toward: a Note on Play Production (1946)
- Play Production (1948)
- New Zealand: a Nation's Today Book (1964)
- Black Beech and Heneydew (1965)
- Singing Land (1974)

## Prix et distinctions
- 1948: OBE pour les services au théâtre de NZ[2].
- 1962: Doctorat honoré par l'Université de Canterbury[2],[3].
- 1966: Dame Commander of the Order of the British Empire pour les services au théâtre de NZ[2],[3].
- 1978: Grand Master Award pour l'ensemble de sa carrière[4].
- 2015: Marsh a été honoré avec un google doodle le 23 avril 2015[4].

## Sources
- Claude Mesplède (dir.), Dictionnaire des littératures policières, vol. 2 : J - Z, Nantes, Joseph K, coll. « Temps noir », 2007, 1086 p. (ISBN 978-2-910686-45-1, OCLC 315873361), p. 311-312.
- (en) John M. Reilly (Ed.), Twentieth-century crime and mystery writers, New York, St. Martin's Press, coll. « Twentieth-century writers of the English language », 1982 (réimpr. 1991), 2e éd., 1568 p. (ISBN 978-0-312-82417-4, OCLC 6688156), p. 605-606.
- Jean Tulard, Dictionnaire du roman policier : 1841-2005. Auteurs, personnages, œuvres, thèmes, collections, éditeurs, Paris, Fayard, 2005, 768 p. (ISBN 978-2-915793-51-2, OCLC 62533410), p. 479.